# Arthur Prüfer
Arthur Prüfer   (Leipzig, 7 de juliol de 1868 - 1944)
Primer va assistir a l'escola privada Teichmannsche de Leipzig, després a l'internat Salzmannschule Schnepfenthal de Turingia i va passar l'Abitur a la Nikolaischule de Leipzig. Del 1880 al 1889 va estudiar dret i musicologia a Leipzig, Heidelberg, Berlín i Jena. El 1886 es doctorà en jurisprudència a Heidelberg, i el 1890 doctor en musicologia. El 1895 va rebre la seva habilitació a Leipzig amb Hermann Kretzschmar i Oscar Paul, vers Johann Hermann Schein (1586-1630) i sobre Thomaskantor. El 1902 es va convertir en professor associat de musicologia no programat al costat d'Hugo Riemann a Leipzig, on entre els seus alumnes tingué Alfred Pellegrini i, on també es va retirar el 1936. Com a cavaller va ser acceptat a la Reial Orde Saxònia d'Albrecht (1916). En la seva vida privada es va empobrir per la inflació de 1923 i va dependre del suport. Del 1913 al 1922 va ser membre de la Gauloge Leipzig a l'Orde Germànic antisemita. El novembre de 1933 va signar la declaració dels professors d'Adolf Hitler a les universitats i col·legis alemanys.
Prüfer era expert en Schein i Richard Wagner.